# Katedra Najświętszej Maryi Panny z Aparecidy w Brasílii
Katedra Matki Bożej z Aparecidy  (port. Catedral Metropolitana de Nossa Senhora Aparecida) – rzymskokatolicka katedra w Brasílii, stolicy Brazylii. Arcydzieło nowoczesnej sztuki sakralnej, zaprojektowane przez Oscara Niemeyera we współpracy z Gordonem Bunshaftem.

## Historia i architektura
Katedra powstała jako część nowoczesnej, zaprojektowanej od podstaw nowej stolicy Brazylii. Oscar Niemeyer, jeden z najbardziej oryginalnych i twórczych architektów XX w. pragnął zbudować budowlę symetryczną, niepowtarzalną i wprawiającą widza w zdumienie, jak niegdyś wspaniałe, gotyckie katedry w Europie.
Architekt nadał katedrze kształt kojarzony z koroną cierniową Chrystusa. Inna interpretacja mówi o wyciągniętych ku niebu rękach wiernych. Jako materiał budowlany posłużyły zbrojony beton i szkło. Budynek jest podpiwniczony. Powstała budowla na planie betonowego okręgu o wysokości 3 m, tworzącego ścianę nawy głównej, która ma 71 m średnicy. Wyrasta z niej szesnaście potężnych, betonowych przypór o masie 90 ton każda, które wyginają się do środka, łącząc się pośrodku sklepienia, położonego na wysokości 31 m nad posadzką świątyni. Betonowe przypory stykają się, po czym rozchylają się na zewnątrz tworząc krąg przypominający, dzięki spiczastym zakończeniom, koronę cierniową Chrystusa. W środku korony ustawiono wysoki, smukły krzyż. Wokół korony, na betonowej płycie o średnicy ok. 12 m, ustawiono duże, indywidualnie opracowane posągi apostołów.
Przestrzeń pomiędzy przyporami wypełniono niebiesko-białymi witrażami, które zaprojektowała Marianne Peretti w celu stworzenia gry świateł wewnątrz świątyni. Pod sklepieniem zawieszono duże, wykonane z aluminium rzeźby aniołów sprawiających wrażenie, jakby były w locie. Autorem tych aniołów był czołowy rzeźbiarz brazylijski Alfredo Ceschiatti (zm. 1989). Jego dziełem są też posągi czterech ewangelistów, ustawione przed wejściem do świątyni.
Katedra została ukończona i konsekrowana 31 maja 1970, choć prace wykończeniowe trwały jeszcze wiele lat. Otrzymała wezwanie patronki Brazylii, Matki Bożej z Aparecidy.